# Barford (Norfolk)
Barford is een civil parish in het bestuurlijke gebied South Norfolk, in het Engelse graafschap Norfolk met 547 inwoners.